# وايتستابل

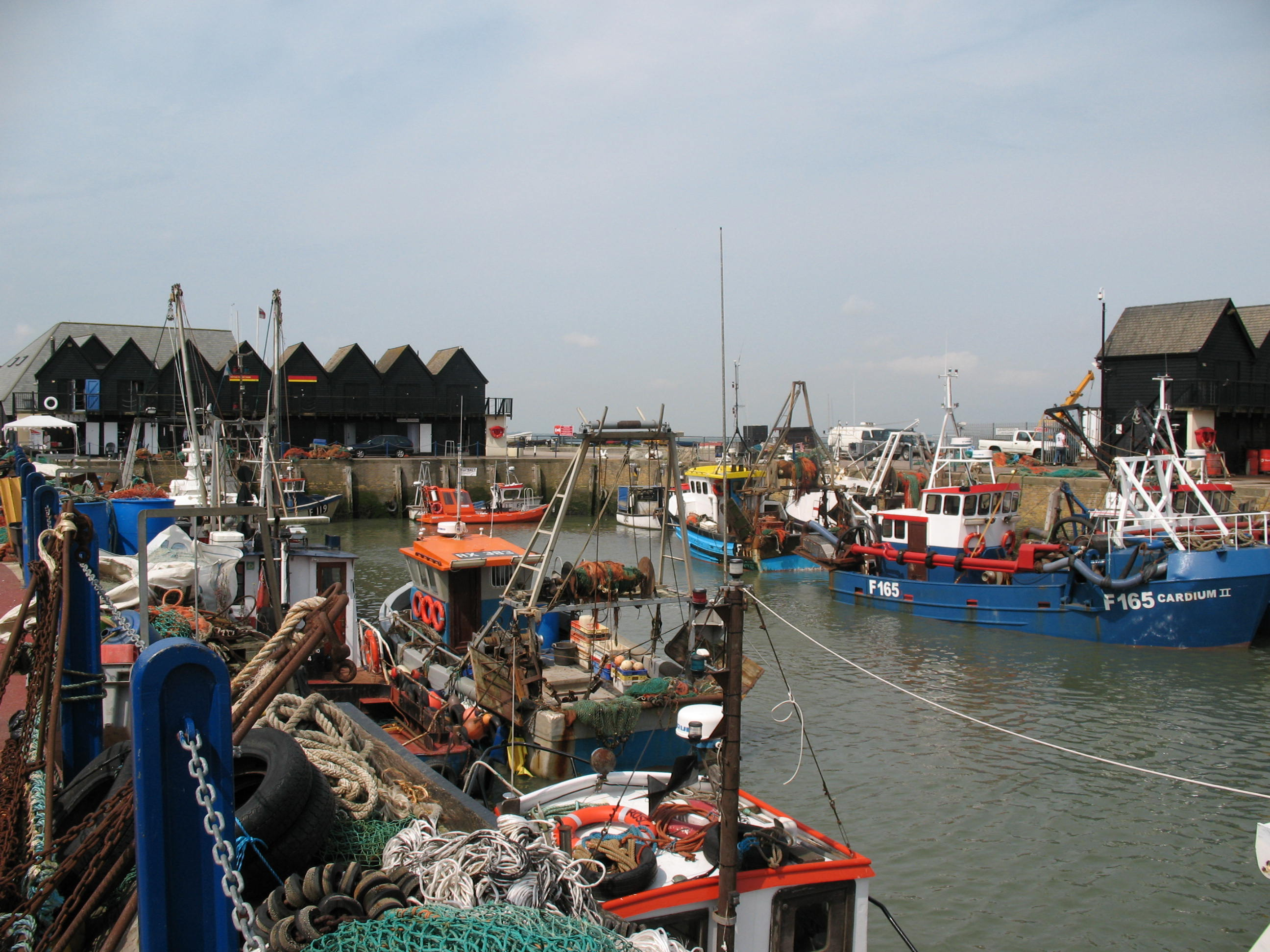
ميناء المدينة

وايتستابل أو ويتستابل هي مدينة ساحلية تقع على الساحل الشمالي من كنت وهي أول مدينة ساحلية في جنوب لندن، في جنوب شرق إنجلترا. تقع على بعد حوالي 8 كم (5 ميل) شمال كانتربري حوالي 3 كم (2 ميل) غرب مدينة هيرن باي. وهي جزء من منطقة كانتربري ويبلغ عدد سكانها حوالي 30,000 نسمة.

## توأمة
لوايتستابل اتفاقيات توأمة مع كل من:
- بوركن (1987 - )
- لفيف
- سيسيميوت
- ريتشاني
- Mölndal Municipality [الإنجليزية]‏
- Albertslund [الإنجليزية]‏

## أعلام
- فيونا ريد
- جون ارتشر
- باول كلارك
- دونكان روي
- ماثيو هولنيس
- تشارلي لوك